# Nagyatád
Nagyatád è una città di 11.275 abitanti situata nella contea di Somogy, nell'Ungheria centro-occidentale.

## Amministrazione

### Gemellaggi
- Târgu Secuiesc, Romania
- Nußloch, Germania
- San Vito al Tagliamento, Italia
- Križevci, Croazia